# Valentín Burgoa
Valentín Alberto Burgoa (Guaymallén, 16 de agosto de 2000) es un futbolista argentino que juega de mediocampista. Actualmente juega en Orense de la Serie A de Ecuador, a préstamo de Godoy Cruz.

## Trayectoria

### Godoy Cruz
Valentin Burgoa surgió de las inferiores de Godoy Cruz de la Primera División de Argentina, donde debutó en 2018.

### Huracán
A partir de 2023 se fue a préstamo Club Atlético Huracán de la Primera División de Argentina. Retorna a Godoy Cruz a principios de 2024.

### Sarmiento de Junín
El mediocampista ofensivo llega a Sarmiento de Junín a préstamo desde Godoy Cruz de Mendoza hasta diciembre de 2025, con opción de compra.

## Clubes
| Club                          | País      | Año    |
| ----------------------------- | --------- | ------ |
| Godoy Cruz                    | Argentina | 2018 - |
| → Huracán (cedido)            | Argentina | 2023   |
| → Sarmiento de Junín (cedido) | Argentina | 2024   |
| → Orense (cedido)             | Ecuador   | 2025   |